# Arrius Menander
Arrius Menander war ein bedeutender spätklassischer Jurist der römischen Kaiserzeit. Er war italischer Herkunft und lebte im 3. Jahrhundert n. Chr. Der genaue Geburtsort und sein konkretes Geburtsdatum sind nicht bekannt. Er kam wahrscheinlich im Juli 213 bei einem Germanenfeldzug ums Leben.
Über seine Laufbahn ist bekannt, dass er als rechtskundiger Ratgeber (consiliarius Augusti) dem ständigen, fachjuristischen Staatsrat (consilium) unter Septimius Severus angehörte. Nachdem Caracalla die Alleinherrschaft angetreten hatte, wurde Arrius Menander im Dezember 211 vermutlich zum Leiter der kaiserlichen Libellkanzlei (a libellis) bestellt. Er trat damit die Nachfolge des in Ungnade gefallenen Papinian an.
Arrius Menander befasste sich offenbar schwerpunktmäßig mit dem römischen Militärrecht. So sind in den spätantiken Digesten Justinians noch einige Fragmente erhalten geblieben, die auf eine entsprechend fachspezifische Abhandlung des Juristen hinweisen. Dazu passt insbesondere, dass die von Menander bekannt gewordenen Privatreskripte, die er im Namen und Einvernehmen des Kaisers verfasste, ausgeprägt soldatenfreundlich ausfielen.
Arrius Menander war neben Papinian ein Zeitgenosse des Juristen Ulpian, der ihn in seinen Abhandlungen erwähnte und dem er in seinem Stil ähnelte.